# Nová Polianka
Nová Polianka este o comună slovacă, aflată în districtul Svidník din regiunea Prešov. Localitatea se află la altitudinea de 344 m deasupra n.m., se întinde pe o suprafață de 5,48 km2 și în 2017 număra 72 de locuitori.

## Istoric
Localitatea Nová Polianka este atestată documentar din 1414.

## Demografie
| An:                | 1994 | 2004   | 2014    | 2024   |
| ------------------ | ---- | ------ | ------- | ------ |
| Număr de persoane: | 64   | 58     | 78      | 71     |
| Diferență:         |      | −9,37% | +34,48% | −8,97% |

| An:                | 2023 | 2024   |
| ------------------ | ---- | ------ |
| Număr de persoane: | 67   | 71     |
| Diferență:         |      | +5,97% |